# Кен, Мойзе
Мо́йзе Биоти Кен (итал. Moise Bioty Kean, итальянское произношение: [ˈmɔis ˈkɛn, ˈkin]; род. 28 февраля 2000, Верчелли, Пьемонт) — итальянский футболист, выступающий на позиции центрального нападающего. Игрок клуба «Фиорентина» и национальной сборной Италии.

## Биография
Родился в городе Верчелли в семье эмигрантов из Кот-д’Ивуара. У него есть старший брат — Джованни. Их отец Биору в своё время помешал агенту увезти Кена в один из английских клубов. Взамен «Ювентус» пообещал ему тракторы для возделывания риса и кукурузы в родном Кот-д’Ивуаре, но не выполнил обещание.
Благодаря ивуарийским корням Мойзе выделялся на фоне своих сверстников — большинство из которых были потомственным итальянцами из юго-западной части Апеннин. Уже в семь лет его приметил скаут Ренато Биаси, включивший его в молодёжную команду «Асти». Впрочем, уже через пару месяцев Кен ушёл в «Торино», а в 2010 году оказался в системе «Ювентуса». К 10 годам он сменил уже три клуба, два из которых имеют великолепную историю. Интересно, что «Ювентус» с 12 лет уже заключал с ним контракт, который продлевался каждый год.
Ранний дебют Кена на профессиональном уровне стал откровением для большого мира. Сам же игрок и его окружение уже привыкли к тому, что он постоянно играет на несколько возрастных уровней выше.
«Для меня является нормой игра с более взрослыми футболистами. Абсолютно никаких трудностей».
На юношеском уровне Кен порой выдал голевые перфомансы на протяжении всего сезона: 21 гол за 10 матчей U-15, 24 гола в 25 играх за U17, шесть в десяти матчах за Примаверу. Голы конвертировались в трофеи: Кубок Примаверы в 2015 году, второе место в чемпионате Примаверы в сезоне 2015/16.
Подтверждением особого таланта игрока стало сотрудничество со скандальным агентом Мино Райолой. Кен стал самым юным клиентом одиозного функционера, известного на весь мир своими сделками и громкими продажами. Ещё до того, как сыграть даже первый за основу «Юве», Кен уже не мог договориться с командой о подписании профессионального контракта.

## Клубная карьера

### «Ювентус»
19 ноября 2016 года Кен дебютировал в Серии А, заменив Марио Манджукича на 84-й минуте матча против «Пескары» (3:0). Итальянец стал первым игроком 2000 года рождения, сыгравшим в топ-5 лиг. 22 ноября 2016 года дебютировал в Лиге чемпионов, заменив Миралема Пьянича на 84-й минуте встречи — и снова он стал первым представителем XXI века в этом престижном турнире.
Дебютного гола Кена пришлось ждать до последнего тура сезона 2016/17. Зато каким он получился. «Юве» никак не мог сломить сопротивление «Болоньи» (2:1), но Кену удалось забить на второй добавленной минуте. Так он в очередной раз вписал свое имя в историю — первый игрок 2000 года рождения, забивший в топовом европейском чемпионате.
К этому моменту о Мойзе всерьез заговорили итальянские СМИ. Они увидели в нем нового Марио Балоттелли. Рожденный в семье с африканскими корнями, были определенные трудности с родителями (с отцом), а также ранний дебют и мгновенные результаты.

#### Аренда в «Верону»
После яркого первого сезона для Кена наступили трудовые будни. «Ювентус» не мог договориться с Райолой о контракте, но и отпускать его в другой топ-клуб не собирался. Рассматривались варианты с арендой. Первым на связь вышел «Кротоне», однако предложение команды из Серии А не устроило Турин. В итоге Кен оказался в «Вероне» на один сезон.
10 сентября 2017 года Кен дебютировал в новой команде в поединке против «Фиорентины» (0:5). Первый гол забил 1 октября в ворота «Торино» (2:2). 17 декабря Кен поучаствовал в разгроме «Милана» (3:0), забив второй гол на 55-й минуте. 28 января 2018 года Кен стал первым автором дубля в Серии А, рожденного в XXI веке. Под его раздачу попала «Фиорентина» (1:4). Несмотря на подобные подвиги, веронцы изначально были главными аутсайдерами чемпионата и в итоге финишировали в зоне вылета. Кен же вернулся в Турин, где и начал следующий сезон.

#### Основа «Ювентуса»
Тем летом в «Ювентусе» произошло несколько громких ротаций: в команду пришёл Криштиану Роналду, а Гонсало Игуаин отправился в «Милан». Мойзе оказался на подхвате в роли дублера португальца. Первые минуты в сезоне он отыграл лишь 2 октября в поединке Лиги чемпионов против «Янг Бойз» (3:0). 12 января 2019 года вышел в стартовом составе и забил гол в поединке Кубка Италии против «Болоньи» (2:0). 8 марта впервые вышел в основе на матч Серии А против «Удинезе» (4:1) и сразу забил два мяча — он стал самым молодым автором дубля «Ювентуса» в серии А за 37 лет.

### «Эвертон»
4 августа 2019 года было объявлено, что Кен перешёл в английский «Эвертон», подписав контракт на 5 лет. Сумма трансфера составила 27,5 миллиона евро. Ещё 2,5 миллиона «Ювентус» может получить в качестве бонусов. В сезоне 2019/20 принял участие в 29 матчах «Эвертона» в АПЛ и забил два гола. При этом чаще Кен выходил на замену, лишь шесть раз попав в стартовый состав.
4 октября 2020 года Кен на правах аренды до конца сезона 2020/21 перешёл в «Пари Сен-Жермен».

### Возвращение в «Ювентус»
31 августа 2021 года вернулся в «Ювентус» на правах двухлетней аренды с обязательством выкупа при достижении определённых спортивных результатов.

## Карьера в сборной
Мойзе представлял Италию на юношеском уровне. В составе сборной до 17 лет он принимал участие на юношеском чемпионате Европы 2016, сыграв там в двух встречах и отличившись одним забитым голом.
В ноябре 2018 года, Кен вызван в сборную тренером Роберто Манчини. 20 ноября, в возрасте 18 лет, дебютировал за сборную Италии в товарищеском матче против США в Генке, закончившийся победой итальянцев со счетом 1:0.
23 марта 2019 года в матче отборочного турнира к чемпионату Европы против сборной Финляндии Мойзе Кен забил дебютный гол за итальянскую сборную. 26 марта 2019 года забил свой второй гол за сборную в матче против сборной Лихтенштейна.

## Достижения

### Командные
«Ювентус»
- Чемпион Италии (2): 2016/17, 2018/19
- Обладатель Кубка Италии (2): 2016/17, 2023/24
- Обладатель Суперкубка Италии: 2018

«Пари Сен-Жермен»
- Обладатель Суперкубка Франции: 2020
- Обладатель Кубка Франции: 2020/21

Сборная Италии (до 19 лет)
- Финалист чемпионата Европы среди игроков до 19 лет: 2018

### Личные
- Лучший игрок месяца Серии А (2): ноябрь 2022[31], ноябрь 2024[32]

## Статистика выступлений

### Клубная
| Выступление       | Выступление      | Выступление      | Лига | Лига | Кубок | Кубок | Кубок лиги | Кубок лиги | Еврокубки | Еврокубки | Прочие | Прочие | Итого | Итого |
| Клуб              | Лига             | Сезон            | Игры | Голы | Игры  | Голы  | Игры       | Голы       | Игры      | Голы      | Игры   | Голы   | Игры  | Голы  |
| ----------------- | ---------------- | ---------------- | ---- | ---- | ----- | ----- | ---------- | ---------- | --------- | --------- | ------ | ------ | ----- | ----- |
| Ювентус           | Серия A          | 2016/17          | 3    | 1    | 0     | 0     | 0          | 0          | 1         | 0         | 0      | 0      | 4     | 1     |
| Ювентус           | Серия A          | 2018/19          | 13   | 6    | 1     | 1     | 0          | 0          | 3         | 0         | 0      | 0      | 17    | 7     |
| Ювентус           | Итого            | Итого            | 16   | 7    | 1     | 1     | 0          | 0          | 4         | 0         | 0      | 0      | 21    | 8     |
| → Эллас Верона    | Серия A          | 2017/18          | 19   | 4    | 1     | 0     | 0          | 0          | 0         | 0         | 0      | 0      | 20    | 4     |
| → Эллас Верона    | Итого            | Итого            | 19   | 4    | 1     | 0     | 0          | 0          | 0         | 0         | 0      | 0      | 20    | 4     |
| Эвертон           | Премьер-лига     | 2019/20          | 29   | 2    | 1     | 0     | 3          | 0          | 0         | 0         | 0      | 0      | 33    | 2     |
| Эвертон           | Премьер-лига     | 2020/21          | 2    | 0    | 0     | 0     | 2          | 2          | 0         | 0         | 0      | 0      | 4     | 2     |
| Эвертон           | Премьер-лига     | 2021/22          | 1    | 0    | 0     | 0     | 1          | 0          | 0         | 0         | 0      | 0      | 2     | 0     |
| Эвертон           | Итого            | Итого            | 32   | 2    | 1     | 0     | 6          | 2          | 0         | 0         | 0      | 0      | 39    | 4     |
| → Пари Сен-Жермен | Лига 1           | 2020/21          | 26   | 13   | 5     | 1     | 0          | 0          | 9         | 3         | 1      | 0      | 41    | 17    |
| → Пари Сен-Жермен | Итого            | Итого            | 26   | 13   | 5     | 1     | 0          | 0          | 9         | 3         | 1      | 0      | 41    | 17    |
| → Ювентус         | Серия A          | 2021/22          | 32   | 5    | 3     | 0     | 0          | 0          | 6         | 1         | 1      | 0      | 42    | 6     |
| → Ювентус         | Серия A          | 2022/23          | 28   | 6    | 2     | 1     | 0          | 0          | 10        | 1         | 0      | 0      | 40    | 8     |
| → Ювентус         | Итого            | Итого            | 60   | 11   | 5     | 1     | 0          | 0          | 16        | 2         | 1      | 0      | 82    | 14    |
| Ювентус           | Серия A          | 2023/24          | 19   | 0    | 1     | 0     | 0          | 0          | 0         | 0         | 0      | 0      | 20    | 0     |
| Ювентус           | Итого            | Итого            | 19   | 0    | 1     | 0     | 0          | 0          | 0         | 0         | 0      | 0      | 20    | 0     |
| Фиорентина        | Серия A          | 2024/25          | 32   | 19   | 1     | 1     | 0          | 0          | 11        | 5         | 0      | 0      | 44    | 25    |
| Фиорентина        | Итого            | Итого            | 32   | 19   | 1     | 1     | 0          | 0          | 11        | 5         | 0      | 0      | 44    | 25    |
| Всего за карьеру  | Всего за карьеру | Всего за карьеру | 204  | 56   | 15    | 4     | 6          | 2          | 40        | 10        | 2      | 0      | 267   | 72    |

### Международная
| Сборная          | Сезон            | Товарищеские | Товарищеские | Официальные | Официальные | Итого | Итого |
| Сборная          | Сезон            | Игры         | Голы         | Игры        | Голы        | Игры  | Голы  |
| ---------------- | ---------------- | ------------ | ------------ | ----------- | ----------- | ----- | ----- |
| Италия           |                  |              |              |             |             |       |       |
| 2018             | 1                | 0            | 0            | 0           | 1           | 0     |       |
| 2019             | 0                | 0            | 2            | 2           | 2           | 2     |       |
| 2020             | 1                | 0            | 4            | 0           | 5           | 0     |       |
| 2021             | 1                | 0            | 3            | 2           | 4           | 2     |       |
| 2023             | 0                | 0            | 3            | 0           | 3           | 0     |       |
| 2024             | 0                | 0            | 4            | 1           | 4           | 1     |       |
| 2025             | 0                | 0            | 2            | 2           | 2           | 2     |       |
| Всего за карьеру | Всего за карьеру | 3            | 0            | 18          | 7           | 21    | 7     |

### Матчи за сборную
| №  | Дата            | Оппонент             | Счёт | Голы | Карточки     | Минуты | Соревнование              |
| -- | --------------- | -------------------- | ---- | ---- | ------------ | ------ | ------------------------- |
| 1  | 20 ноября 2018  | США                  | 1:0  | —    | —            | 27'    | Товарищеский матч         |
| 2  | 23 марта 2019   | Финляндия            | 2:0  | 1    | —            | 90'    | Отборочные матчи ЧЕ 2020  |
| 3  | 26 марта 2019   | Лихтенштейн          | 6:0  | 1    | —            | 90'    | Отборочные матчи ЧЕ 2020  |
| 4  | 4 сентября 2020 | Босния и Герцеговина | 1:1  | —    | —            | 4'     | Лига наций УЕФА 2020/2021 |
| 5  | 7 сентября 2020 | Нидерланды           | 1:0  | —    | —            | 48'    | Лига наций УЕФА 2020/2021 |
| 6  | 7 октября 2020  | Молдова              | 6:0  | —    | —            | 16'    | Товарищеский матч         |
| 7  | 11 октября 2020 | Польша               | 0:0  | —    | —            | 21'    | Лига наций УЕФА 2020/2021 |
| 8  | 14 октября 2020 | Нидерланды           | 1:1  | —    | Предупреждён | 36'    | Лига наций УЕФА 2020/2021 |
| 9  | 28 мая 2021     | Сан-Марино           | 7:0  | —    | —            | 45'    | Товарищеский матч         |
| 10 | 8 сентября 2021 | Литва                | 5:0  | 2    | —            | 73'    | Отборочные матчи ЧМ 2022  |
| 11 | 6 октября 2021  | Испания              | 1:2  | —    | —            | 32'    | Лига наций УЕФА 2020/2021 |
| 12 | 10 октября 2021 | Бельгия              | 2:1  | —    | —            | 25'    | Лига наций УЕФА 2020/2021 |
| 13 | 14 октября 2023 | Мальта               | 4:0  | —    | —            | 79'    | Отборочные матчи ЧЕ 2024  |
| 14 | 17 октября 2023 | Англия               | 1:3  | —    | —            | 27'    | Отборочные матчи ЧЕ 2024  |
| 15 | 20 ноября 2023  | Украина              | 0:0  | —    | —            | 9'     | Отборочные матчи ЧЕ 2024  |
| 16 | 6 сентября 2024 | Франция              | 3:1  | —    | —            | 9'     | Лига наций УЕФА 2024/2025 |
| 17 | 9 сентября 2024 | Израиль              | 2:1  | 1    | —            | 86'    | Лига наций УЕФА 2024/2025 |
| 18 | 14 ноября 2024  | Бельгия              | 1:0  | —    | Предупреждён | 21'    | Лига наций УЕФА 2024/2025 |
| 19 | 17 ноября 2024  | Франция              | 1:3  | —    | —            | 24'    | Лига наций УЕФА 2024/2025 |
| 20 | 20 марта 2025   | Германия             | 1:2  | —    | —            | 83'    | Лига наций УЕФА 2024/2025 |
| 21 | 23 марта 2025   | Германия             | 3:3  | 2    | —            | 85'    | Лига наций УЕФА 2024/2025 |

Итого: 21 матч / 7 голов; 12 побед, 5 ничьих, 4 поражения.